# Omphalotropis suteri
Omphalotropis suteri is een slakkensoort uit de familie van de Assimineidae. De wetenschappelijke naam van de soort is voor het eerst geldig gepubliceerd in 1900 door Sykes.